# Jamtalhütte
Die Jamtalhütte ist eine Schutzhütte der Sektion Schwaben des Deutschen Alpenvereins. Sie liegt auf 2165 m ü. A. rund 10 Kilometer von Galtür entfernt oberhalb des Jamtals im Silvretta direkt am Beginn des Futschöltals (Seitental des Jamtals) in Tirol. Sie ist insbesondere im Frühjahr ein vielbesuchter Stützpunkt für Skitourengänger. Klassische Tourenziele ab der Hütte sind der Augstenberg, die Jamspitzen, der Piz Faschalba bzw. die Curuna Lada und die Dreiländerspitze, die Übergänge zu Wiesbadener und Heidelberger Hütte, sowie in die Schweiz. Es kommt in der Skitourensaison immer wieder zu großem Andrang.
Im Sommer bietet die Umgebung der Hütte eine Vielzahl an attraktiven Gipfelzielen – von einfachen Wanderungen bis hin zu hochalpinen Gletschertouren und äußerst anspruchsvollen alpinen Unternehmungen wie die Besteigung des Fluchthorns. Übergänge zu den Nachbarhütten, aber auch in den Schweizer Kanton Graubünden gehören zu oft begangenen markierten Wanderwegen, einige davon weisen aber auch hochalpine Übergänge mit Gletscherbegehungen auf (Gletscherausrüstung erforderlich, Spaltensturzgefahr).
Die Hütte ist im Regelfall von Mitte Februar bis Anfang Mai sowie von Ende Juni bis Ende September bewartet. Die Selbstversorgereinheit steht nur außerhalb der Bewirtschaftungszeiten zur Verfügung.

## Geschichte

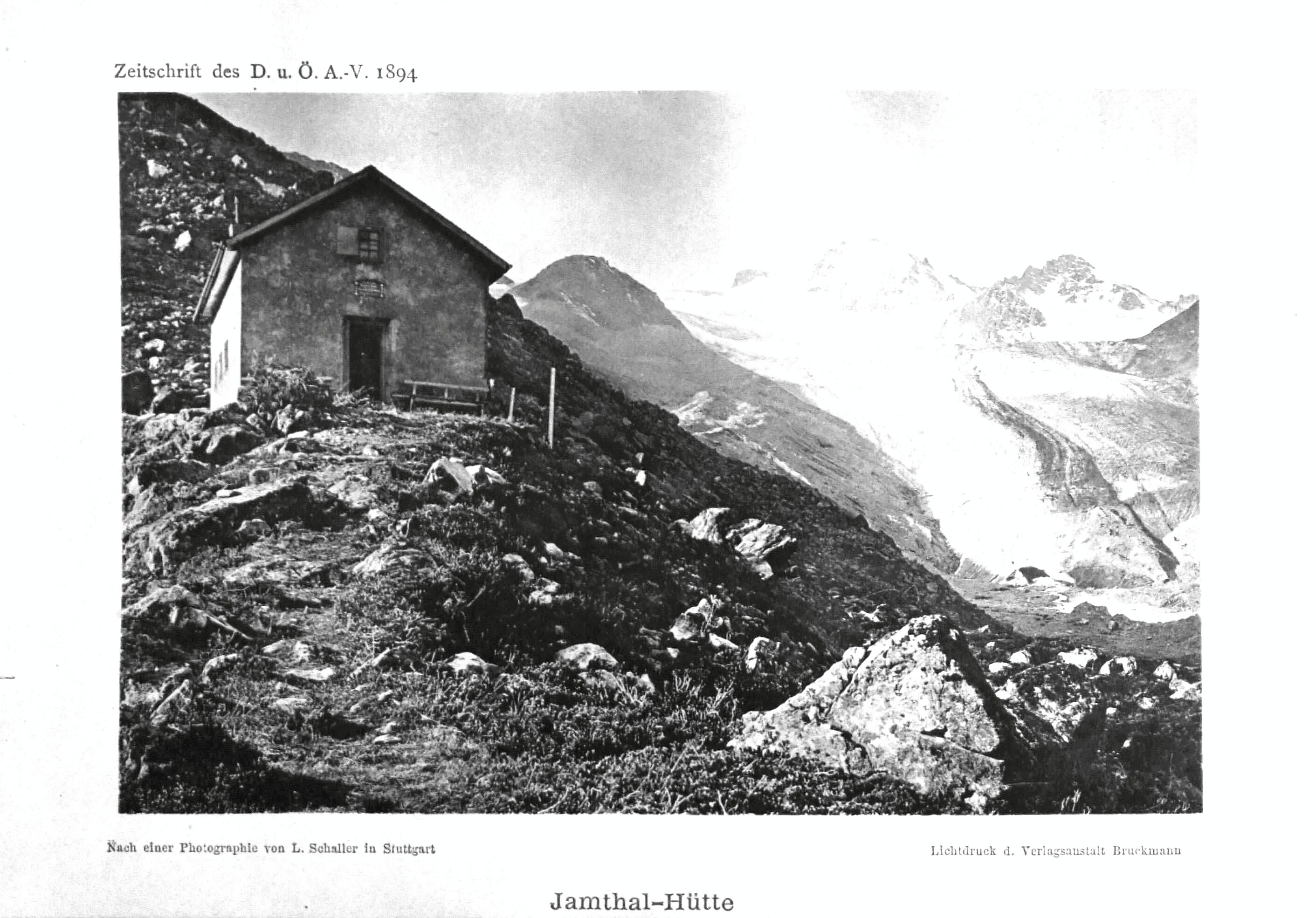
Jamtalhütte um 1894

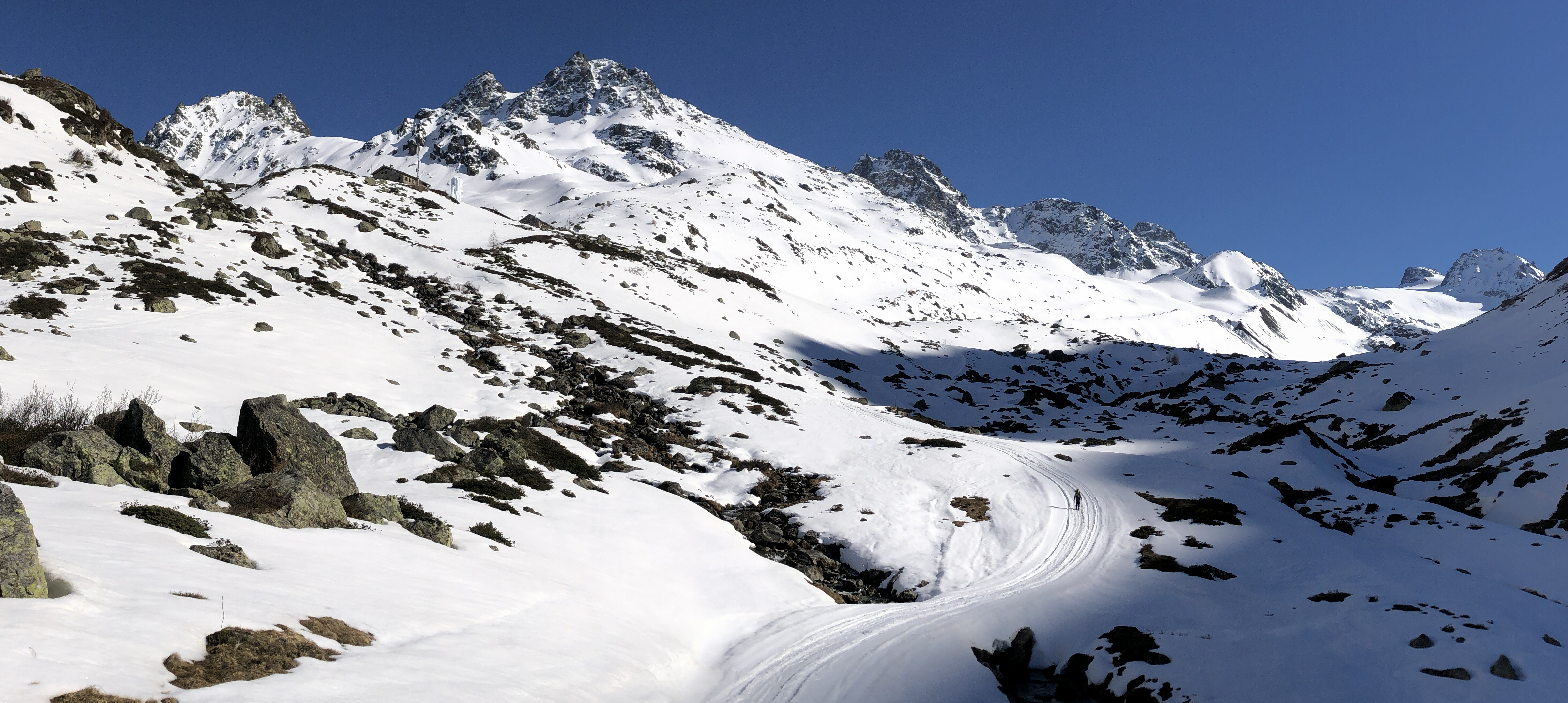
Lage der Hütte im hinteren Jamtal mit Jamtalhütte und Ausbildungszentrum der Tiroler Bergrettung (beides links oben am Eingang des Futschöltals), Pfannknecht, Augstenberg, Nördliche Chalausspitze (Signalspitze), Fuorcla Chalaus (darunter der Chalausferner), Südliche Chalausspitze, Gamsspitze, Russkopf, Hintere und Vordere Jamspitze, dazwischen der Jamtalferner (von links nach rechts)

Die Hütte wurde 1882 von der Sektion Schwaben des Deutschen und Österreichischen Alpenvereins erbaut und war zunächst unbewirtschaftet. Sie hatte zunächst insgesamt zehn Schlafplätze. Nach Erweiterungen 1897 und 1907 wurde wegen des aufkommenden Skitourismus der Zwanziger Jahre eine umfassende Modernisierung 1929–1932 durchgeführt, dabei wurde auch eine Trinkwasserleitung und Stromversorgung verlegt. Zwischen 1939 und 1945 besetzte der Zollgrenzschutz die Hütte zwecks Bewachung der nahen Grenze zwischen Österreich und der Schweiz und errichtete ab 1942 eine Hochgebirgsschule. Nach dem Zweiten Weltkrieg standen die Hütten des Deutschen Alpenvereins unter alliierter Verwaltung; 1955 erfolgte die Rückgabe der Hütte an die Sektion Schwaben des Deutschen Alpenvereins. Bis 1958 wurde die Hütte durch Tragtiere oder Zugpferde versorgt. Nachdem die Vorarlberger Illwerke für die Errichtung der auf 1840 m Höhe im Jamtal gelegenen Wasserfassung eine Güterstraße bauten, konnte das Alpenvereinshaus mit Kleinschleppern oder Geländefahrzeugen beliefert werden. Bis 1962 wurden im Winter die Versorgungsgüter auf Skiern hinaufgebracht, erst dann gab es Fahrzeuge, die auch auf Schnee eingesetzt werden konnten. Von 1958 bis 1961 wurde ein zweites Gebäude durch den Güglinger Architekten Heinz Rall an die bestehende Hütte hinzugebaut, der so genannte Robert-Leicht-Bau, der bis heute besteht. Zwischen 1978 und 1979 wurden die alten Hüttenteile abgebrochen und neugebaut, einschließlich neuer Wasserver- und -entsorgung. Der entlegene Standort wird durch ein 20-kV-Kabel mit Netzstrom versorgt. Nach den Beschädigungen durch Lawinen 1999 wurde die Hütte umfassend repariert und lawinensicher gemacht. Dazu wurde das gesamte Dach abgesenkt bis zum Erdgeschoß herunter und mittels Stahlbeton ebenso wie die Wände errichtet, die Dachgauben wurden durch Metallverstrebungen ebenfalls verstärkt, und bei Lawinengefahr können die metallverstärkten Fensterläden geschlossen werden, so dass im Falle eines erneuten Lawinenabgangs dieser über das Gebäude hinweggeführt wird.
Seit ihrer Eröffnung wurde sie, über vier Generation, durch die Galtürer Familie Lorenz bewirtschaftet. Letzter Lorenz-Hüttenwirt war Gottlieb Lorenz, der von 1995 bis 2024 die Hütte führte und sie im Sommer 2024 an den neuen Pächter Gerhard Walter übergab, der ebenfalls aus Galtür kommt.
Etwas unterhalb der Hütte befindet sich mit eigenen Gebäuden, Eiskletterturm und Seilbahnanlagen für Bergeübungen das Ausbildungszentrum der Tiroler Bergrettung. Zeitweise trug die Hütte den Beinamen Dr.-Eugen-Heinz-Haus. Im Nahbereich des Gebäudes befinden sich eine Schneemessstation (2172 m) und eine Wetterstation (2141 m) des Lawinenwarndienstes Tirol. Eine weitere Wetterstation (2987 m) dieser Institution steht auf dem Westlichen Gamshorn.
Anfang Juli 2024 landete ein grauer Helikopter Aérospatiale SA 341 Gazelle mit US-amerikanischer Kennung am Landeplatz und flog am Folgetag wieder ab. Ein Passagierpaar nahm in der Hütte Übernachtungsquartier. Die Flugbehörde ermittelt.

## Lawinenunglücke 1999
Am 22. Februar 1999 wurde die Hütte durch zwei Staublawinen stark beschädigt. Menschen kamen nicht zu Schaden. Einen Tag später, am 23. Februar 1999, starben durch die verheerende Lawinenkatastrophe von Galtür 38 Menschen, unter ihnen die beiden Hüttenwirtinnen Hildegard und Edith Lorenz, Angehörige des jetzigen, seit 1995 tätigen Pächters Gottlieb Lorenz.
Am 28. Dezember 1999 verschüttete eine Lawine, die aus dem Bereich des Steinmandl (2353 m) nach Westen ins obere Jamtal abging, in der Nähe der Jamtalhütte 14 Skitourgeher; neun von ihnen starben. Ein Aufstieg von der Hütte Richtung Jamtalferner sollte daher im Winter nicht entlang des lawinengefährdeten Sommerweges erfolgen, sondern unter Inkaufnahme eines Zwischenabstiegs durch den Talboden entlang der Markierungsstangen (siehe Aushang in der Hütte).

## Ausstattung
Die Hütte verfügt über 180 Schlafplätze, davon 120 in Zimmerlagern und 60 in Matratzenlagern. Der Winterraum hat 12 Schlafplätze, dessen Eingang befindet sich ebenerdig auf der Westseite im Keller des Gebäudes. Neben einer Großküche gibt es im Keller einen großen Ski-/Schuhraum sowie Trockenraum. Verschiedene Sanitäranlagen auf den Etagen und Duschen sind ebenso vorhanden wie ein moderner Seminarraum und ein Kletterraum. Außen befindet sich eine große Terrasse sowie eine Kapelle. Die Energieversorgung erfolgt über ein eigenes Wasserkraftwerk am Futschölbach. Die Hüttenversorgung erfolgt mit geländegängigen Fahrzeugen im Sommer und im Winter mittels Pistenbully bzw. mit Motorschlitten.

## Zustieg

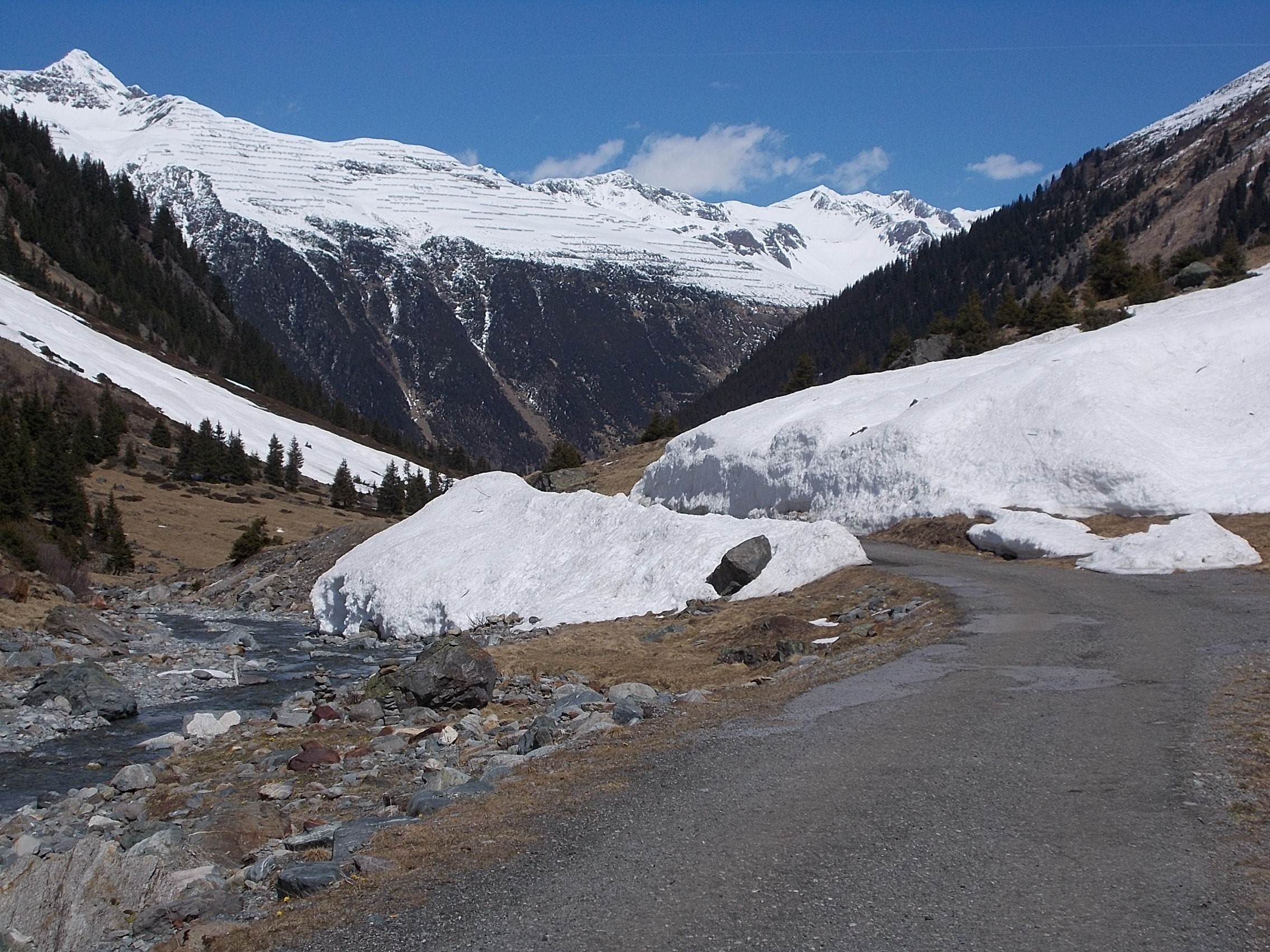
Reste eines Lawinenabgangs auf die Jamtalstraße im April 2017. Im Hintergrund das Paznauntal und das Verwall.

Im Sommer beginnt der Normalweg zur Hütte am Beginn des Jamtals am Parkplatz bei der Mentaalpe (bis hierhin öffentliche Fahrstraße ab Galtür Richtung Jamtal, Wintersperre ca. von November bis April). Der Wanderweg führt zunächst auf asphaltierter Straße in das Jamtal hinein. Vor der Brücke über den Jambach biegt man von der Straße ab und folgt geradeaus an der Schnapfenalpe vorbei dem Wanderweg links vom Jambach. Man passiert die Jamfassung (1841 m, kleiner See) und folgt dem Weg immer weiter taleinwärts bis man über eine Brücke die andere Talseite erreicht und wieder auf die Fahrstraße kommt, über die man in den großen Talboden unterhalb der Hütte gelangt und von dort zum Haus hinauf. Gehzeit ab Parkplatz ca. 2,5 Stunden, ab Galtür 3 Stunden. Alternativ kann der Zustieg auch komplett über die Fahrstraße erfolgen, im Bereich eines Felssturzgebietes wurde diese 2022 durch einen Auffangdamm gesichert. Im Winter startet man direkt in Galtür (Parkplatz am Sport-/Kulturzentrum) und folgt mit den Tourenski dem Sommerweg, die Fahrstraße rechts vom Bach ist vor allem im Bereich ab der Jambachfassung bis etwa einen Kilometer taleinwärts lawinengefährdet. Die Route ist im Winter meistens durch die Pistenraupe der Hütte präpariert, aber auf mögliche Lawinengefahr ist zu achten, da es sich beim Aufstiegsweg nicht um eine vor alpinen Gefahren gesicherte Piste handelt. Da die Hänge im Jamtal meist sehr steil sind, besteht häufiger auch am Zustieg zur Hütte Lawinengefahr.

## Nachbarhütten/Übergänge
- Heidelberger Hütte in 5 Stunden über das Kronenjoch (auch im Winter als Skitour)
- Madlenerhaus in 5,5 Stunden über die Getschnerscharte (nur im Sommer begehbar)
- Wiesbadener Hütte in 4 Stunden über die Obere Ochsenscharte oder Tiroler Scharte (auch im Winter als Skitour), oder über Getschnerscharte und Radsattel
- Chamanna Tuoi in 4,5 Stunden über das Jamjoch (längere gletscherfreie Alternativroute über Futschölpass – Val Urschai und Furcletta möglich)

Des Weiteren liegt die Hütte an der bekannten Silvretta-Runde sowie am Zentralalpenweg.

## Gipfeltouren
- Augstenberg 3228 m in 4 Stunden

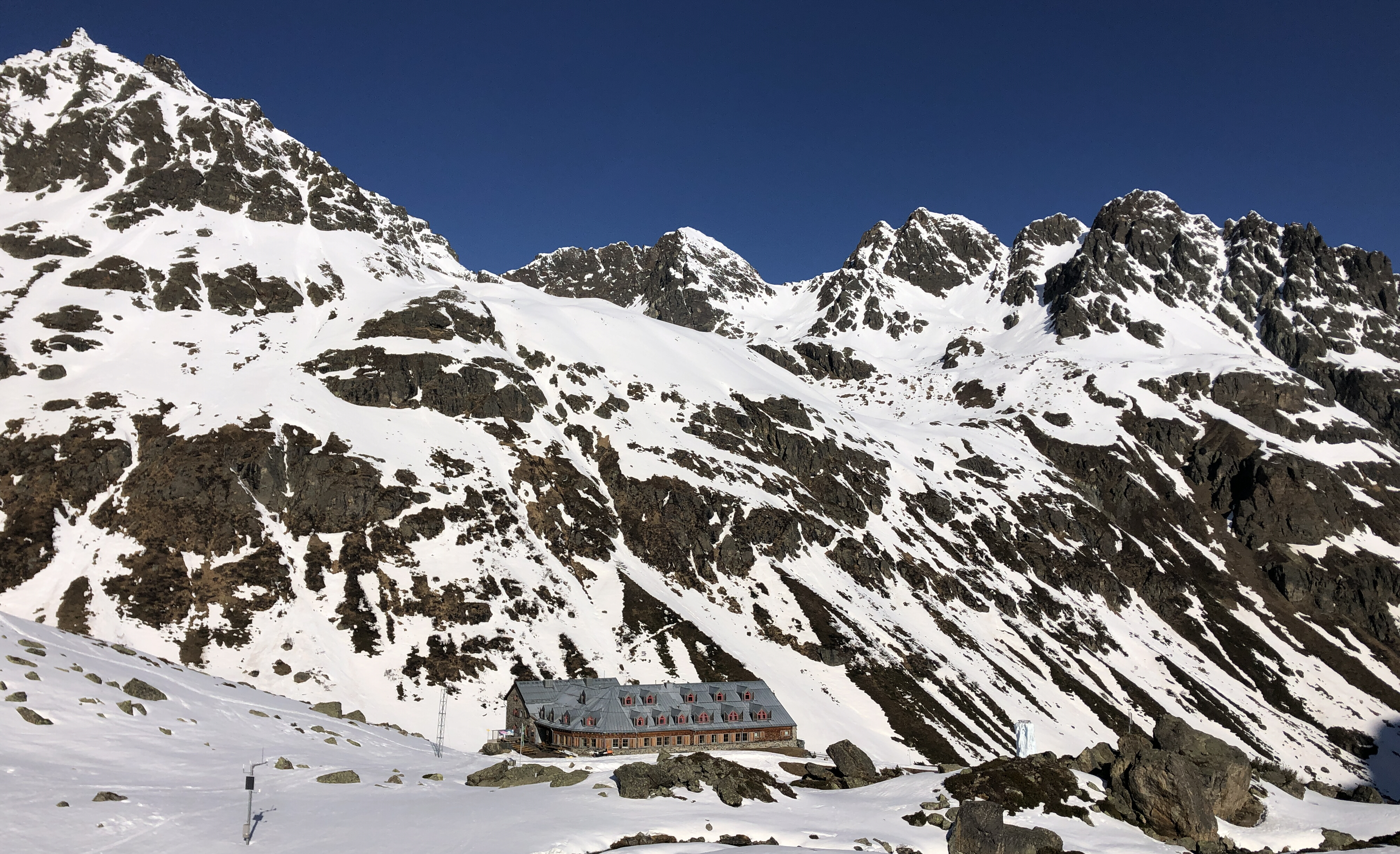
Jamtalhütte im Futschöltal. Über dem Gebäude die Hintere Getschnerspitze, rechts daneben die Getschnerscharte und die Mittlere und Vordere Getschnerspitze, links Vorderer Satzgrat. Vorn links eine Schneemessstation des Lawinenwarndienstes Tirol.

- Breite Krone 3079 m in 3,5 Stunden, markierter Steig
- Bischofspitze 3029 m in 3,25 Stunden, markierter Steig
- Dreiländerspitze 3197 m in 4 Stunden
- Gemsspitze 3106 m in 3,5 Stunden
- Grenzeckkopf 3047 m in 3 Stunden, markierter Steig
- Fluchthorn 3397 m in 4,5 Stunden – Besteigung seit dem 11. Juni 2023 nach dem Felssturz am Fluchthorn bis auf Weiteres aus Sicherheitsgründen gesperrt, ursprüngliche Normalroute auf den Südgipfel nicht mehr begehbar.
- Westliches Gamshorn 2987 m in 3 Stunden, markierter Steig
- Pfannknecht 2822 m in 2 Stunden, markierter Steig (oberer Abschnitt Klettersteig)
- Jamspitzen 3178 m in 3 Stunden
- Schnapfenspitze 3219 m in 3 Stunden

## Klettergärten
Im Klettergarten Jamtal Hüttenblick mit seinen 13 Routen liegt die Schwierigkeitsbewertung bei 4+ bis 8+, im leichteren Chilli – Pfeiler liegen die Schwierigkeiten im Bereich 3b bis 6a.

## Klettersteig
Mit einer Gehzeit von ca. einer Stunde kommt man zum Einstieg des Pfannknecht Klettersteig C, welcher im Winter auch gerne in Kombination mit einer Skitour gemacht wird.

## Karten
- Alpenvereinskarte 26 Silvrettagruppe (1:25.000)
- Kompass WK 41